# Esteville
Esteville – miejscowość i gmina we Francji, w regionie Normandia, w departamencie Sekwana Nadmorska.
Według danych na rok 1990 gminę zamieszkiwało 378 osób, a gęstość zaludnienia wynosiła 71 osób/km² (wśród 1421 gmin Górnej Normandii Esteville plasuje się na 546. miejscu pod względem liczby ludności, natomiast pod względem powierzchni na miejscu 664.).